# Afeosa
Afeosa[cita requerida] o Afiosa (en gallego y oficialmente, A Fiosa) es una aldea situada en el municipio de Lousame, provincia de La Coruña, Galicia, España. Pertenece a la parroquia de Vilacoba. Es un asentamiento rural con categoría de aldea según el INE.
En 2021 tenía una población de 17 habitantes (10 hombres y 7 mujeres). Tiene una extensión delimitada de 24.200 m². Está situada a 6 km de la cabecera municipal a una altitud de 339 metros sobre el nivel del mar. Las localidades más cercanas son Marselle, Vilar de Reconco y Froxán.

## Demografía
| Gráfica de evolución demográfica de Afeosa entre 1991 y 2021          |
| Error de línea de tiempo. No se pudieron almacenar archivos de salida |
| Población de derecho según el padrón municipal del INE                |

## Urbanismo
Según el PGOM de 2005, en ese año la aldea constaba de 5 viviendas unifamiliares y otras 14 construcciones de carácter secundario o complementario. Dos construcciones están en estado ruinoso y no consta de ningunha nave de carácter agrícola ni de carácter industrial o comercial. La mayor parte de las construcciones son de carácter tradicional. Según el INE es una Entidad Singular de Población conformada únicamente como un diseminado, es decir, sus viviendas o construcciones están dispersas y no existe un núcleo dentro de ella donde existan calles o plazas.

## Galería de Imágenes
|                                                          |
| Ortofoto de Afeosa en 1956 tomada por un vuelo americano |

|                                            |
| Ortofoto de Afeosa de 2014 con sus límites |